# Hebe buchananii
Hebe buchananii é uma espécie de planta do gênero Hebe.